# Sore
Sore är en kommun i departementet Landes i regionen Nouvelle-Aquitaine i sydvästra Frankrike. Kommunen ligger i kantonen Sore som tillhör arrondissementet Mont-de-Marsan. År 2022 hade Sore 1 162 invånare.

## Befolkningsutveckling
Antalet invånare i kommunen Sore
Referens:INSEE